# Ronan Curtis
Ronan Curtis, né le 29 mars 1996 à Dublin, est un footballeur international irlandais qui évolue au poste de milieu.
Curtis a commencé sa carrière à Derry City en 2015, y passant quatre saisons et accumulant 100 apparitions et 24 buts. Il a conclu un accord avec Portsmouth en mai 2018 et a rejoint le club de la côte sud pour un montant estimé à environ 100 000 livres sterling. En mars 2019, il a remporté sa première distinction de haut niveau, le EFL Trophy.
Il a représenté l'Irlande au niveau des moins de 21 ans avant de faire ses débuts chez les seniors en novembre 2018 lors d'un match nul 0-0 contre l'Irlande du Nord.

## En club

### Derry City
Curtis rejoint l'académie de Derry City en 2014, après avoir joué pour les Kildrum Tigers et les Swilly Rovers. Il fait ses débuts en professionnel le 8 mai 2015, en tant que remplaçant en seconde période lors de la défaite à domicile 2-0 contre Galway United.
Curtis marque son premier but pour Derry le 30 octobre 2015, marquant le premier but de son équipe lors de la défaite 4-2 à l'extérieur contre Longford Town. Le 25 novembre, il signe une prolongation de contrat de deux ans et marque un doublé lors du match nul 2-2 à domicile contre les Shamrock Rovers le 27 septembre de l'année suivante.
Le 19 février 2017, Curtis signe une nouvelle prolongation de contrat avec les Candystripes. Il termine la campagne avec huit buts en 32 matchs, et fait annuler en août son transfert dans l'équipe suédoise Östersunds FK, faute d'avoir pu convenir de conditions personnelles.
Le 7 mai 2018, au milieu d'un vif intérêt de la part de Portsmouth, Curtis marque un triplé dans une déroute de Shelbourne 7-3 à domicile, emmenant son équipe en demi-finale de la Coupe de la Ligue d'Irlande. 
Le 19 janvier 2024 il rejoint AFC Wimbledon.

### Portsmouth FC
Le 22 mai 2018, Portsmouth, qui fait partie de la League One, accepte de signer un contrat de deux ans avec Curtis de Derry City, moyennant des frais de transfert d'environ 100 000 livres. Curtis fait ses débuts dans la Ligue anglaise de football à Fratton Park le 4 août, en jouant les 90 minutes d'une victoire 1-0 contre Luton Town. Une semaine plus tard, il marque ses deux premiers buts lors d'une victoire 2-1 à Blackpool. Le 31 mars 2019, il remporte sa première médaille d'argent lorsque Portsmouth a remporté l'EFL Trophy 2018-19, en battant Sunderland 5-4 aux tirs au but après un match nul 2-2 après prolongation.
Le 20 août 2019, Curtis marque son premier but de la nouvelle saison lors d'un match nul 3-3 à domicile contre Coventry City, d'une tête à la dixième minute.

## En sélection
Bien que né en Angleterre, Curtis a grandi à St Johnston, dans le Donegal, et a représenté la république d'Irlande chez les moins de 21 ans et chez les seniors. Le 7 septembre 2018, avec les espoirs, il participe aux éliminatoires du championnat d'Europe espoirs 2019. À cette occasion, il marque son premier but en septembre 2018 contre le Kosovo. Il délivre également deux passes décisives contre l'Islande, et une passe décisive contre Israël.
A reçu le titre de joueur de moins de 21 ans de l'année 2018 .
Le 9 septembre 2018, Curtis a été appelé dans l'équipe senior de la république d'Irlande pour le match amical contre la Pologne deux jours plus tard, où il était un remplaçant mais il n'est pas entré sur le terrain. Il a de nouveau été appelé à l'équipe d'Irlande le 14 octobre pour une rencontre de la Ligue des Nations de l'UEFA contre le Pays de Galles. il honore sa première sélection avec l'équipe d'Irlande le 15 novembre 2018, en tant que remplaçant à la mi-temps de Callum O'Dowda lors d'un match amical sans but contre l'Irlande du Nord à l'Aviva stadium. 

## Palmarès

### En club
- Vainqueur de la EFL Trophy en 2019 avec Portsmouth
- Finaliste de la EFL Trophy en 2020 avec Portsmouth